# Larry Taylor

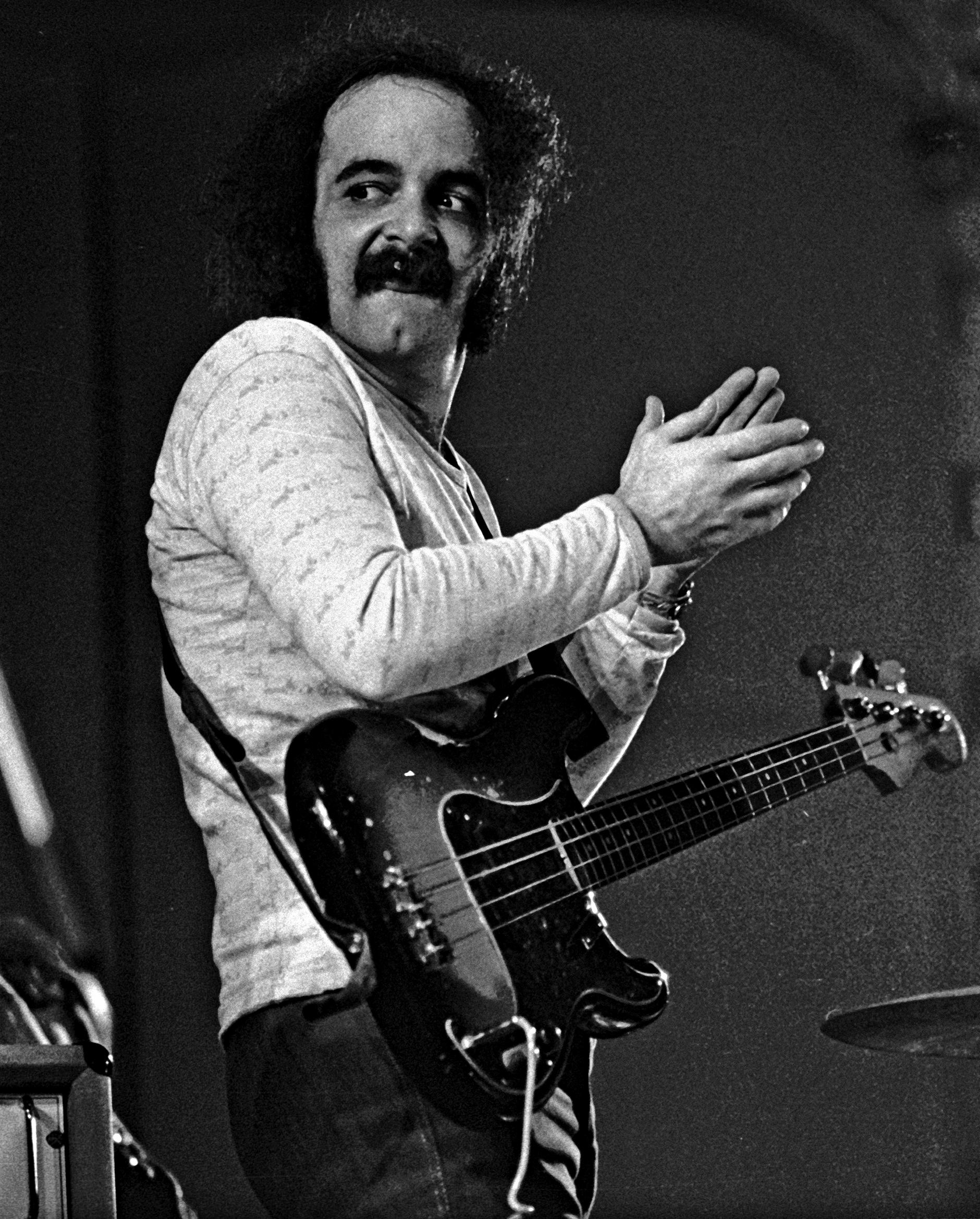
Larry Taylor, 1971

Larry „The Mole“ Taylor (* 26. Juni 1942 als Samuel Lawrence Taylor in New York City; † 19. August 2019 in Lake Balboa, Los Angeles, Kalifornien) war ein US-amerikanischer Elektrobassist und Gründungsmitglied der Bluesrockband Canned Heat.

## Karriere

### Anfänge
Taylor wurde 1942 in Brooklyn geboren. Er begann seine Karriere 1958 als kurzzeitiges Mitglied der Band Moon Dogs von P. J. Proby, die sich kurz darauf auflöste. Mit 18 begleitete er Jerry Lee Lewis auf dessen Tourneen, als dieser sich gerade von einem Karrieretief erholte. Kurzzeitig spielte er auch für Chuck Berry.

### Erste Erfolge
Nach seinen Tourneen mit Lewis und Berry wurde er als unabhängiger Bassist von den Monkees engagiert und war u. a. an den Hits Last Train to Clarksville und (Theme from) The Monkees beteiligt. Er wirkte auch an den ersten beiden Alben der Gruppe mit.

### Canned Heat
Im März 1967 stieß er zu der Band Canned Heat und zählt zu den Gründungsmitgliedern, obgleich die Band offiziell schon 1965 gegründet worden war. Mit der Band trat er im Juni 1967 beim Monterey Pop Festival und im August 1969 beim Woodstock-Festival auf. Bei einem Auftritt im Fillmore West, drei Tage vor Woodstock, kam es zwischen ihm und dem Gitarristen Henry Vestine zu einem Streit, infolge dessen Vestine die Band verließ. Auch Taylor verließ, zusammen mit Harvey Mandel, 1970 die Band. 1988 kehrte er zurück (LP Reheated) und spielte bis 1999 immer wieder live und im Studio für Canned Heat.

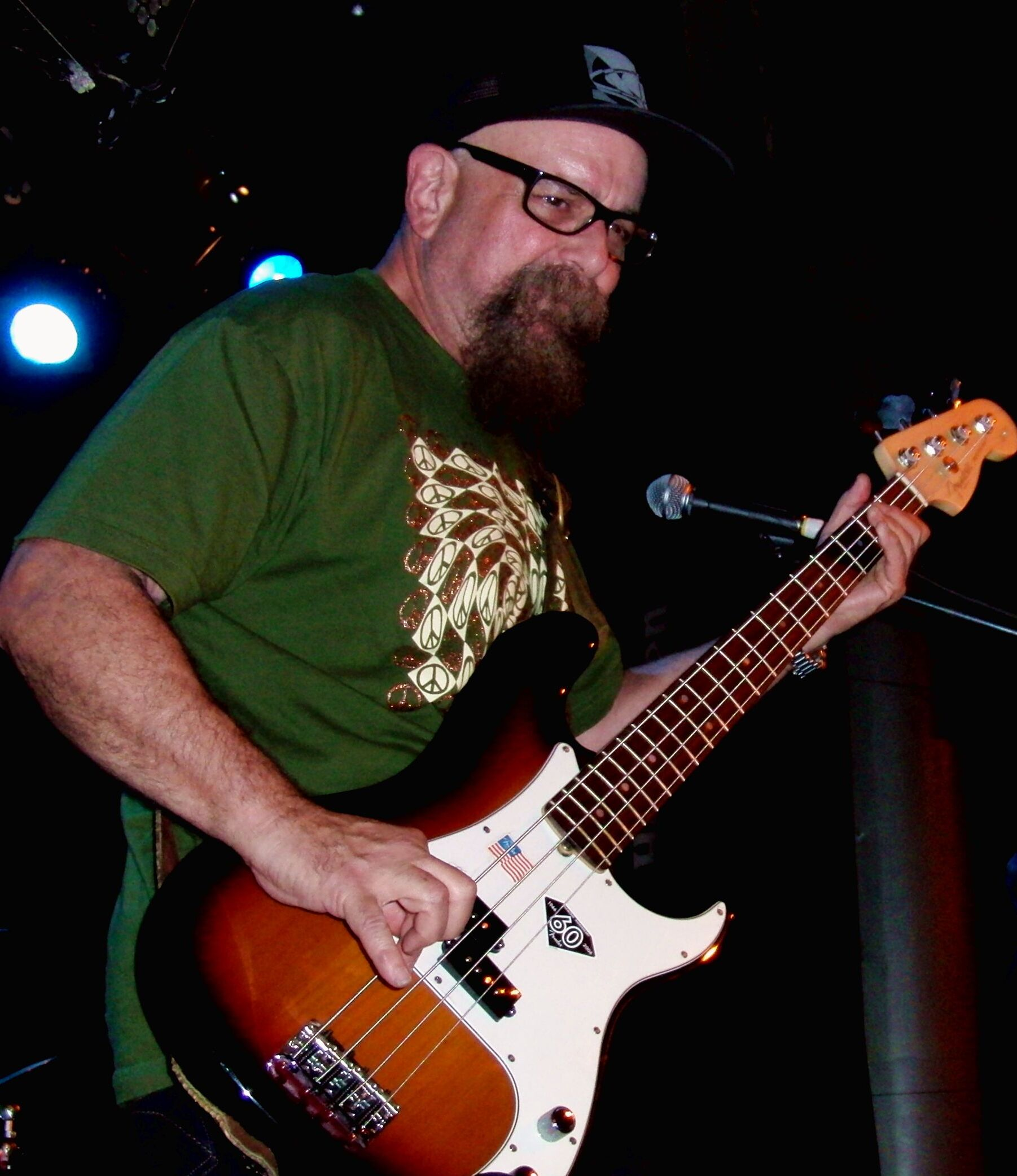
Larry Taylor, 2010

### Weitere Karriere
Nachdem Taylor 1970 Canned Heat verlassen hatte, schloss er sich im Mai des Jahres John Mayall an, wo er bis 1973 blieb. Bis 1994 verweilte er selten länger bei einem Musiker oder einer Band, spielte zumeist als Gastmusiker und gründete das Larry Joe Taylor’s Annual Texas Music Festival mit (benannt nach dem Country-Sänger Larry Joe Taylor).
Weitere Musiker, mit denen Taylor zusammenarbeitete, waren Harvey Mandel, Tom Waits, Kim Wilson, Albert King und Little Milton. Von 2005 bis 2010 spielte Taylor bei den Hollywood Blue Flames Kontrabass.
Er starb am 19. August 2019 an Krebs.

## Sonstiges
Seinen Spitznamen „The Mole“ (‚Der Maulwurf‘) erhielt er von Canned Heats damaligem Manager Skip Taylor. Taylor spielte gelegentlich auch E-Gitarre, so zu hören auf dem Stück Down in the Gutter, But Free auf dem Canned-Heat-Album Hallelujah (1969).
Sein Bruder Mel Taylor war bis zu seinem Tode 1996 Schlagzeuger der Band The Ventures. Danach wurde er durch seinen Sohn Leon ersetzt.

## Diskografie
Mit The Monkees:
- The Monkees (1966)
- More of the Monkees (1967)
- Instant Replay (1969)
- The Monkees Present (1969)
- Changes (1970)
- Listen to the Band (1991)
- Greatest Hits (1995)
- Missing Links, Vol. 3 (1996)
- Anthology (1998)
- Music Box (2001)

Mit Canned Heat:
- Canned Heat (1967)
- Boogie with Canned Heat (1968)
- Living the Blues (1968)
- Hallelujah (1969)
- Future Blues (1970)
- Boogie Up the Country (1987)
- Reheated (1988)
- Internal Combustion (1994)
- Burnin’ (1994)
- Canned Heat Blues Band (1996)
- Gamblin’ Woman (1996)
- King Biscuit Flower Hour: Canned Heat in Concert (1996)
- Ties That Bind (1997)
- Boogie 2000 (1999)
- Turning Up the Heat (2000)
- Live at the Kaleidoscope 1969 (2000)
- Far Out (2001)
- Big Road Blues (2002)
- Friends in the Can (2003)
- Canned Heat ’70 Concert Live in Europe (2004)
- Dimples (2005)
- Canned, Labeled & Shelved (2006)
- Instrumentals 1967–1996 (2006)
- Christmas Album (2007)
- Revolution Limited Edition CD (2012)
- Songs from the Road (2015)

Mit John Mayall:
- Empty Rooms (1969)
- U.S.A. Union (1970)
- Back to the Roots (1971)
- Memories (1971)
- Jazz Blues Fusion (1972)
- Moving On (1973)
- Latest Edition (1974)
- New Year, New Band, New Company (1975)
- Notice to Appear (1975)
- Banquet in Blues (1976)
- Lots of People (1977)
- Archives to Eighties (1988)
- Rock the Blues Tonight (1999)

Mit Harvey Mandel:
- Games Guitars Play (1970)
- Baby Batter / Electronic Progress (1971)
- The Snake (1972)
- The Mercury Years (Kompilation, 1995)

Mit Tom Waits:
- Heartattack and Vine (1980)
- Swordfishtrombones (1983)
- Rain Dogs (1985)
- Franks Wild Years (1987)
- Bone Machine (1992)
- Mule Variations (1999) Gold Record Award
- Alice (2002)
- Blood Money (2002)
- Real Gone (2004)
- Bad as Me (2011)

Andere:
- Test Patterns (Boyce & Hart, 1967)
- Slim’s Got His Thing Goin’ On‘ (Sunnyland Slim, 1969)
- Fiddler on the Rock (Don "Sugarcane" Harris, 1971)
- Lost Session (Albert King, 1971)
- Mudlark (Leo Kottke, 1971)
- Rock and Roll Forever (The Ventures, 1972)
- The Devil’s Harmonica (Shakey Jake Harris, 1972)
- Cup Full of Dreams (Don „Sugarcane“ Harris, 1974)
- Summit Meeting (Free Creek, 1976)
- I’m a Southern Man (Louis Myers, 1978)
- Hollywood Fats Band (Mike „Hollywood Fats“ Mann, 1979)
- Rock This House (Mike „Hollywood Fats“ Mann, 1979)
- Anthology Previously Unreleased Material (The Grandmothers, 1980)
- Rock Therapy (Colin Winski, 1980)
- The Other Side of Town (Chuck E. Weiss, 1981)
- Hard Line (The Blasters, 1985)
- Harpburn (Rod Piazza, 1986)
- The Best of Leo Kottke (Leo Kottke, 1987)
- Kristen Vigard (Kristen Vigard, 1988)
- The Healer (John Lee Hooker, 1989)
- Keith Levene’s Violent Opposition (Keith Levene, 1989)
- Mr. Lucky (John Lee Hooker, 1991)
- Got Love If You Want It (John P. Hammond, 1992)
- Trespass (Ry Cooder, 1992)
- In My Time (Charlie Musselwhite, 1992)
- Mother of an Anthology (The Grandmothers, 1993)
- That’s Life (Kim Wilson, 1994)
- My New Orleans Soul (Ronnie Barron, 1994)
- Long Overdue (Junior Watson, 1994)
- Trouble No More (John P. Hammond, 1994)
- Martinis & Bikinis (Sam Phillips, 1994)
- Blues for Thought (Terry Evans, 1994)
- Closer to You (J. J. Cale, 1994)
- To Love (Randy Resnick, 1994)
- Working Girl Blues (Phillip Walker, 1995)
- 88th Street Blues (Smokey Wilson, 1995)
- Adventures at Catfish Pond (Bob „Catfish“ Hodge, 1996)
- Rough News (Charlie Musselwhite, 1997)
- Lost in America (Lynwood Slim, 1997)
- Mr. Blake’s Blues (Al Blake, 1997)
- My Blues (Kim Wilson, 1997)
- Signifyin’ (Fred Kaplan, 1997)
- Back to Back (Lynwood Slim, 1998)
- Lookin for Trouble (Edward Taylor, 1998)
- Jump Children! (Finis Tasby, 1998)
- New Depths (The Ventures, 1998)
- Soul Disguise (César Rosas, 1999)
- Zero Zero Zero: The Best of Sam Phillips (Sam Phillips, 1999)
- Something Good for Your Head (Blackburn & Snow, 1999)
- I’m Going All the Way (Peggy Pruitt, 2000)
- I Can Tell (Junior Valentine, 2000)
- World Wide Wood (Lynwood Slim, 2000)
- Mo’ Na’Kins, Please! (James Harman, 2000)
- Toughest Girl Alive (Candye Kane, 2000)
- West Coast House Party (Kid Ramos, 2000)
- There’s a Song in There (Mark DuFresne, 2000)
- Fool’s Paradise (Dale Hawkins, 2000)
- Wicked Grin (John P. Hammond, 2001)
- Smokin’ Joint (Kim Wilson, 2001)
- You Can Make It If You Try (Gene Allison, 2002)
- Beggar’s Oil (Kelly Joe Phelps, 2002)
- Harmonica Blues Orgy (Easy Baby, 2002)
- Magic Soul Elixer (Al Blake, 2002)
- Let It Rain (Tracy Chapman, 2002)
- Whole Lotta Love (Candye Kane, 2003)
- You’ve Never Seen Everything (Bruce Cockburn, 2003)
- Heart Trouble (Wanda Jackson, 2003)
- Villanelle (Paul Reddick, 2004)
- Fernando Ortega (Fernando Ortega, 2004)
- Think About It (Alex Schultz, 2004)
- Soul Sanctuary (Hollywood Blue Flames, 2005)
- Southern Jumbo (Colin Linden, 2005)
- Time Brings About a Change… A Floyd Dixon Celebration (Floyd Dixon, 2006)
- Hell under the Skullbones (Graham Lindsey, 2006)
- Spooked (Marley’s Ghost, 2006)
- Road to Rio (Hollywood Blue Flames, 2006)
- Can’t Quit the Blues (Buddy Guy, 2006)
- Shower Some Love (Layni Kooper, 2007)
- Luminous (Chris Murphy, 2007)
- Big Plans (Mannish Boys, 2007)
- Like a Fire (Solomon Burke, 2008)
- Bluelisted (JW-Jones, 2008)
- Rusty Zinn & The Roadmasters, Featuring Kim Wilson (Rusty Zinn) (2008)
- Midnight Memphis Sun (JW-Jones, 2010)
- Definitive Albert King on Stax (Albert King, 2011)
- New World Generation (New World Generation, 2011)
- Driftin’ from Town to Town (Barrelhouse Chuck & Kim Wilson’s Blues All Stars, 2013)
- Blues and Boogie (Kim Wilson) (2017)